# منتخب ماليزيا لكرة القدم
منتخب ماليزيا لكرة القدم (بالملايوية: Pasukan bola sepak kebangsaan Malaysia)‏ ، هو منتخب وطني لكرة القدم في ماليزيا. شارك في تصفيات كأس العالم لكرة القدم منذ عام 1974م ولم ينجح في التأهل إلى النهائيات، وشاركت في كأس آسيا 3 مرات أعوام 1976 في إيران و1980 في الكويت و2007 لأربعة بلدان آسيوية بالإضافة لتأهلها إلى نسخة 2023 في الصين، وكانت أفضلها ظهورها في دور المجموعات.

## تاريخ المشاركات

### كأس آسيا
| كأس الأمم الآسيوية لكرة القدم | كأس الأمم الآسيوية لكرة القدم | كأس الأمم الآسيوية لكرة القدم | كأس الأمم الآسيوية لكرة القدم | كأس الأمم الآسيوية لكرة القدم | كأس الأمم الآسيوية لكرة القدم | كأس الأمم الآسيوية لكرة القدم | كأس الأمم الآسيوية لكرة القدم | كأس الأمم الآسيوية لكرة القدم |
| السنة                         | الجولة                        | المركز                        | نقاط                          | فوز                           | تعادل                         | خسارة                         | له                            | عليه                          |
| ----------------------------- | ----------------------------- | ----------------------------- | ----------------------------- | ----------------------------- | ----------------------------- | ----------------------------- | ----------------------------- | ----------------------------- |
| 1956                          | لم تتأهل                      | لم تتأهل                      | لم تتأهل                      | لم تتأهل                      | لم تتأهل                      | لم تتأهل                      | لم تتأهل                      | لم تتأهل                      |
| 1960                          | لم تتأهل                      | لم تتأهل                      | لم تتأهل                      | لم تتأهل                      | لم تتأهل                      | لم تتأهل                      | لم تتأهل                      | لم تتأهل                      |
| 1964                          | لم تتأهل                      | لم تتأهل                      | لم تتأهل                      | لم تتأهل                      | لم تتأهل                      | لم تتأهل                      | لم تتأهل                      | لم تتأهل                      |
| 1968                          | لم تتأهل                      | لم تتأهل                      | لم تتأهل                      | لم تتأهل                      | لم تتأهل                      | لم تتأهل                      | لم تتأهل                      | لم تتأهل                      |
| 1972                          | لم تتأهل                      | لم تتأهل                      | لم تتأهل                      | لم تتأهل                      | لم تتأهل                      | لم تتأهل                      | لم تتأهل                      | لم تتأهل                      |
| 1976                          | دور المجموعات                 | 5/6                           | 2                             | 0                             | 1                             | 1                             | 1                             | 3                             |
| 1980                          | دور المجموعات                 | 6/10                          | 4                             | 1                             | 2                             | 1                             | 5                             | 5                             |
| 1984                          | لم تتأهل                      | لم تتأهل                      | لم تتأهل                      | لم تتأهل                      | لم تتأهل                      | لم تتأهل                      | لم تتأهل                      | لم تتأهل                      |
| 1988                          | لم تتأهل                      | لم تتأهل                      | لم تتأهل                      | لم تتأهل                      | لم تتأهل                      | لم تتأهل                      | لم تتأهل                      | لم تتأهل                      |
| 1992                          | لم تتأهل                      | لم تتأهل                      | لم تتأهل                      | لم تتأهل                      | لم تتأهل                      | لم تتأهل                      | لم تتأهل                      | لم تتأهل                      |
| 1996                          | لم تتأهل                      | لم تتأهل                      | لم تتأهل                      | لم تتأهل                      | لم تتأهل                      | لم تتأهل                      | لم تتأهل                      | لم تتأهل                      |
| 2000                          | لم تتأهل                      | لم تتأهل                      | لم تتأهل                      | لم تتأهل                      | لم تتأهل                      | لم تتأهل                      | لم تتأهل                      | لم تتأهل                      |
| 2004                          | لم تتأهل                      | لم تتأهل                      | لم تتأهل                      | لم تتأهل                      | لم تتأهل                      | لم تتأهل                      | لم تتأهل                      | لم تتأهل                      |
| 2007                          | دور المجموعات                 | 16/16                         | 3                             | 0                             | 0                             | 3                             | 1                             | 12                            |
| 2011                          | لم تتأهل                      | لم تتأهل                      | لم تتأهل                      | لم تتأهل                      | لم تتأهل                      | لم تتأهل                      | لم تتأهل                      | لم تتأهل                      |
| 2015                          | لم تتأهل                      | لم تتأهل                      | لم تتأهل                      | لم تتأهل                      | لم تتأهل                      | لم تتأهل                      | لم تتأهل                      | لم تتأهل                      |
| 2019                          | لم تتأهل                      | لم تتأهل                      | لم تتأهل                      | لم تتأهل                      | لم تتأهل                      | لم تتأهل                      | لم تتأهل                      | لم تتأهل                      |
| المجموعات                     | أفضل نتيجة: دور المجموعات     | مشاركات: 3/15                 | 9                             | 1                             | 3                             | 5                             | 7                             | 20                            |

### دورة الألعاب الأولمبية
| سجلات دورة الألعاب الأولمبية | سجلات دورة الألعاب الأولمبية | سجلات دورة الألعاب الأولمبية | سجلات دورة الألعاب الأولمبية | سجلات دورة الألعاب الأولمبية | سجلات دورة الألعاب الأولمبية | سجلات دورة الألعاب الأولمبية | سجلات دورة الألعاب الأولمبية | سجلات دورة الألعاب الأولمبية |
| السنة                        | الجولة                       | المركز                       | نقاط                         | فوز                          | تعادل                        | خسارة                        | له                           | عليه                         |
| ---------------------------- | ---------------------------- | ---------------------------- | ---------------------------- | ---------------------------- | ---------------------------- | ---------------------------- | ---------------------------- | ---------------------------- |
| 1900 إلى 1968                | لم تشارك                     | لم تشارك                     | لم تشارك                     | لم تشارك                     | لم تشارك                     | لم تشارك                     | لم تشارك                     | لم تشارك                     |
| 1972                         | الجولة الأولى                | 10/16                        | 3                            | 1                            | 0                            | 2                            | 3                            | 9                            |
| 1976                         | لم تتأهل                     | لم تتأهل                     | لم تتأهل                     | لم تتأهل                     | لم تتأهل                     | لم تتأهل                     | لم تتأهل                     | لم تتأهل                     |
| 1980                         | تأهلت وأعلنت المقاطعة        | تأهلت وأعلنت المقاطعة        | تأهلت وأعلنت المقاطعة        | تأهلت وأعلنت المقاطعة        | تأهلت وأعلنت المقاطعة        | تأهلت وأعلنت المقاطعة        | تأهلت وأعلنت المقاطعة        | تأهلت وأعلنت المقاطعة        |
| 1984                         | لم تتأهل                     | لم تتأهل                     | لم تتأهل                     | لم تتأهل                     | لم تتأهل                     | لم تتأهل                     | لم تتأهل                     | لم تتأهل                     |
| 1988                         | لم تتأهل                     | لم تتأهل                     | لم تتأهل                     | لم تتأهل                     | لم تتأهل                     | لم تتأهل                     | لم تتأهل                     | لم تتأهل                     |
| المجموع                      | أفضل نتيجة: الجولة الأولى    | مشاركات: 1/19                | 3                            | 1                            | 0                            | 2                            | 3                            | 9                            |

## وصلات خارجية
- قائمة بيانات المنتخب من الموقع الرسمي للفيفا باللغة العربية
- Football Association of Malaysia
- FIFA profile: Malaysia / News / Fixtures and results / Ranking / League